# Dendrolobium quinquepetalum
Dendrolobium quinquepetalum är en ärtväxtart som först beskrevs av Francisco Manuel Blanco, och fick sitt nu gällande namn av Anton Karl Schindler. Dendrolobium quinquepetalum ingår i släktet Dendrolobium och familjen ärtväxter. Inga underarter finns listade i Catalogue of Life.